# Leptomastix flava
Leptomastix flava är en stekelart som beskrevs av Mercet 1921. Leptomastix flava ingår i släktet Leptomastix och familjen sköldlussteklar. Inga underarter finns listade i Catalogue of Life.